# Belinda (telenovella)
A Belinda egy mexikói televíziós sorozat a TV Aztecától, amely 2004. április 26-án került adásba. Főszereplői: Mariana Torres, Leonardo García, Héctor Bonilla, Tamara Monserrat, Anna Ciocchetti és Sebastián Ligarde. A sorozatot Magyarországon nem mutatták be.

## Történet
|  | Alább a cselekmény részletei következnek! |

Belinada, fiatal és naiv lány élete megváltozik, amikor édesanyja, Cristina meghal. Rá kell döbbennie, hogy mindaz, amit szüleiről tudott hazugság. Édesapja, Roberto nem vette feleségül Cristinát, mert már nős volt. Továbbá nem ügynökként dolgozik, hanem az egyik legnagyobb reklámügynökség tulajdonosa. Cristina halála után, Roberto mindent bevall feleségének, mert szeretné, ha Belinda vele élne. Belinda ebben a helyzetben ismerkedik meg Robertoval, nem sejtve, hogy ő a testvére, Anabela szerelme.
|  | Itt a vége a cselekmény részletezésének! |

## Szereplők

### Főszereplők
| Színész(nő)          | Szerep                           | Megjegyzés |
| -------------------- | -------------------------------- | --- |
| Mariana Torres       | Belinda Arismendi Romero         | Cristina és Roberto lánya, Anabela testvére                                                                   |
| Leonardo García      | Ricardo Semprum Latorre          | Adolfo fia, Helena testvére, Anabela barátja/férje                                                            |
| Gabriela Vergara     | Cristina Romero / Belinda Romero | Belinda Arismendi édesanyja, Belinda Romero testvére / Ügyvéd, Cristina testvére, Belinda Arismendi nagynénje |
| Héctor Bonilla       | Roberto Arismendi                | Az Aris Publicidad tulajdonosa, Lucrecia férje, Anabela és Belinda édesapja, Alfredo nevelőapja               |
| Calos Mata           | Dr. Alfonso Rivas                | Orvos, Roberto barátja, Belinda keresztapja                                                                   |
| Regina Torné         | Eloisa Fuenmayor                 | Lucrecia és Renata édesanyja                                                                                  |
| Anna Ciocchetti      | Lucrecia Fuenmayor de Arismendi  | Eliosa lánya, Roberto felesége; Anabela és Alfredo édesanyja, Renata testvére                                 |
| Sebastián Ligarde    | Adolfo Semprum Inchaustegui      | Roberto munkatársa, Ricardo, Helena és Alfredo édesapja                                                       |
| Luis Arrieta         | Alfredo Arismendi Fuenmayor      | Lucrecia és Adolfo fia, Anabela testvére                                                                      |
| Tania Arredondo      | Coraima Valdéz                   | Cseléd az Arismendi-házban                                                                                    |
| Irene Arcila         | Teresa Flores                    | Enrique felesége, Gustavo nevelőanyja, Jacqueline testvére                                                    |
| Aarón Beas           | Rubén Fuentes                    | |
| Adriana Cataño       | Jacqueline Tovar                 | Teresa testvére, Roberto munkatársa                                                                           |
| Rodrigo Cachero      | Gustavo Flores                   | Teresa és Enrique fogadott fia, valójában Renata és Carlos fia                                                |
| Jorge Cáceres        | Martín Reyes                     | Professzor, Ricardo barátja és üzlettársa                                                                     |
| Albeto Casanova      | Ernesto Marín                    | Osvaldo testvére, Belinda Romero exbarátja                                                                    |
| Carmen Delgado       | Gardenia Valdéz                  | Házvezetőnő az Arismendi-házban                                                                               |
| Elba Jiménez         | Helena Semprum                   | Adolfo lánya, Ricardo és Alfredo testvére                                                                     |
| Alejandro Lukini     | Osvaldo Marín                    | Roberto munkatársa, Ernesto testvére                                                                          |
| Jorge Levi           | Enrique Flores                   | Teresa férje, Gustavo nevelőapja                                                                              |
| Tamara Monserrat     | Anabela Arismendi Fuenmayor      | Lucrecia és Roberto lánya, Alfredo és Belinda testvére                                                        |
| Graciela Orozco      | Tenchita                         | Házvezetőnő a Semprum-házban                                                                                  |
| Laura Padilla        | Renata Fuenmayor                 | Eloisa lánya, Lucrecia testvére, Gustavo édesanyja                                                            |
| Andrés Palacios      | Jesús Infante                    | |
| María Rebeca         | Patricia 'Paty'                  | Roberto munkatársa                                                                                            |
| Marcela Ruíz Esparza | Verónica                         | Belinda barátnője                                                                                             |
| Mariana Urrutia      | Hayde                            | Roberto munkatársa                                                                                            |
| Eduardo Victoria     | Pablo Noriega                    | Roberto munkatársa                                                                                            |

### Vendég- és mellékszereplők
| Színész(nő)      | Szerep         | Megjegyzés         |
| ---------------- | -------------- | ------------------ |
| Elsa Aguirre     |                |                    |
| Guillermo Larrea | Carlos Pereira | Gustavo édesapja   |
| Jesús Vargas     |                | Orvos              |
| María Colla      |                |                    |
| Omar Germenos    |                |                    |
| Seraly Morales   | Gaby           | Ricardo munkatársa |

## DVD kiadás
- Stúdió: Image Entertainment
- Megjelenés: 2008. február 5.
- Régiókód: 1, 2, 3, 4, 5, 6, 8
- Játékidő: 810 perc
- Lemezek száma: 3
- Epizódok száma: 18
- Kép: színes, NTSC
- Képformátum: 1.33:1 (4:3)
- Nyelv: spanyol
- Felirat: angol

## Korábbi verziók
- Az 1997-ben bemutatott perui La rica Vicky Virna Flores és Ismael La Rosa főszereplésével.
- A 2002-es amerikai-mexikói Daniela Litzy és Rodrigo de la Rosa főszereplésével.

## Fordítás
- Ez a szócikk részben vagy egészben  a   Belinda (telenovela) című spanyol Wikipédia-szócikk fordításán alapul.  Az eredeti cikk szerkesztőit annak laptörténete sorolja fel. Ez a jelzés csupán a megfogalmazás eredetét és a szerzői jogokat jelzi, nem szolgál a cikkben szereplő információk forrásmegjelöléseként.